# Glory Glory
「Glory Glory」（グローリー・グローリー）は、日本の歌手グループFolderの5枚目のシングルである。1999年3月1日に発売された。発売元はavex tune。

## 解説
- 前作から6ヶ月ぶりとなるシングル。三浦大知ソロ曲の「Big heart〜ミクロマンのテーマ〜（1999年1月からタイアップでオンエア）」に続いて長岡成貢が作曲を担当した。
- タイトルはGlory（名詞で栄光・栄誉を意味する）であるが、歌詞の内容は別れと旅立ちを主題としたものである。C/Wはタイトル通り卒業をテーマとしている。
- シングル曲では初めて、Daichi以外のメンバー・AKINAのソロパートがあり、歌唱がデュエット・テイストになっている。
- 1999年2月から3月にかけて「P-kiesメロディー」としてタイアップしていた。同年4月からの夕方枠移行により告知なくFolderは同番組から降板し、デビューから続いていた最後のタイアップとなった。
- タイトル曲のミュージックビデオはコンプリートBOX『Folder+Folder 5 COMPLETE BOX』（2003年）に収録されている。
- タイトル曲およびカップリング両曲とも、ヴォーカル・コーラスをAKINAがDAICHIと共に担当している。

## 収録曲
1. Glory Glory
（作詞：三井ゆきこ、作曲：長岡成貢）
  - ヴォーカル・コーラス：DAICHI、AKINA
2. 僕だけのGraduation
（作詞：海老根祐子、作曲：藤尾領）
  - ヴォーカル：DAICHI、AKINA

## 収録アルバム
- Glory Glory：オリジナル『7 SOUL』（2000年3月23日）
（「Glory Glory（7 SOUL ver.）」として）
- シングル集CD『Folder+Folder 5 SINGLE COLLECTION and more』（2003年6月25日）（AVCT-10131）
（表記はないが「Glory Glory（7 SOUL ver.）」である）
- コンプリートBOX『Folder+Folder 5 COMPLETE BOX』（2003年6月25日）（AVBT-91021〜3/B〜F）

## タイアップ
- Glory Glory：フジテレビ「ポンキッキーズ」挿入歌（P-kiesメロディー）